# الاتحاد الأذربيجاني للمهندسين المعماريين
الاتحاد الأذربيجاني للمهندسين المعماريين - (بالأذرية: Azərbaycan Memarlar İttifaqı) هي منظمة المهندسين المعماريين في أذربيجان.

## تاريخ الاتحاد
في عام 1934، تم دمج النقابات الإبداعية في الاتحاد السوفياتي في النقابات المتحدة للمهندسين المعماريين في الاتحاد السوفياتي. المدرجة ضمن المهندسين المعماريين الأذربيجانيين أيضا في هذا المجتمع.
في 1934 تأسست اللجنة المنظمة.

و إنتخب رائس اللجنة قحرامان ممادوف.
تم إنشاء الاتحاد الأذربيجاني للمهندسين المعماريين مباشرة بمبادرة صاديق داداشوف. 
و كما لعب اتحاد دورًا رائدًا في تحسين مدن وقرى البلاد.
خلال هذه الفترات مُنح العشرات من المهندسين المعماريين على لقب الحائز للمسابقات الدولية ومُنحت بالألقاب الفخرية والأوامر والميداليات.
رئيس الاتحاد الأذربيجاني للمهندسين المعماريين هو إلباي قاسيمزاده.
يقع الاتحاد الأذربيجاني للمهندسين المعماريين في شاريع مورتوزى موختاروف باكو، عاصمة أذربيجان.

## رؤاساء الاتحاد
- ميكائيل علسكر حسينوف (1947 – 1992)
- عباس علي عسكاروف (7 سبتمبر 2007 - 6 نوفمبر 2012)
- إلباي قاسيمزاده (6 نوفمبر 2012 - حتى الآن )

## أعضاء مشرف الاتحاد الأذربيجاني للمهندسين المعماريين
- زها حديد 5 نوفمبر عام 2013

## المؤتمرات للمهندسين المعماريين الأذربيجانيين
انعقد المؤتمر الأول للمهندسين المعماريين الأذربيجانيين من 4 إلى 7 مارس لعام 1936. و في 6 نوفمبر لعام 2012، انعقد المؤتمر الثامن عشر لاتحاد المهندسين المعماريين في جمهورية أذربيجان.